# Rożdiestwienskoje (Kraj Permski)
Rożdiestwienskoje (ros. Рождественское) – wieś (sieło) w Rosji, w Kraju Permskim, w rejonie permskim. W 2010 liczyła 424 mieszkańców.